# Otto V von Tecklenburg-Ibbenbüren
Otto V von Tecklenburg-Ibbenbüren (ur. ok. 1300 r.; zm. 1328 r.) - ostatni hrabia Tecklenburga z dynastii Bentheim-Tecklenburg, syn hrabiego Ottona IV i Beatrycze Rietberg.
Jego ojciec zmarł, gdy Otto miał około 7 lat. Z tego powodu regencję w imieniu małoletniego objęła matka. Jako władca kontynuował zatargi z Osnabrückiem. Wygrał je i zmusił biskupa do rezygnacji z zamku Segelfort. W 1316 r. poślubił Kunegundę von Dale-Diepenheim. Zmarł bezpotomnie w 1328 r., pozostawiając hrabstwo siostrzeńcowi, Mikołajowi.